# Werner von Levetzau

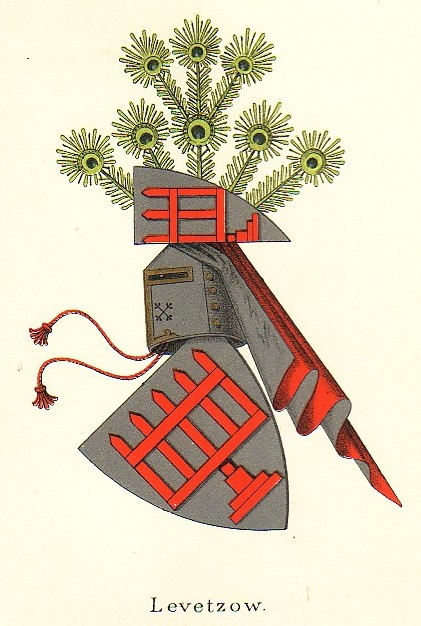
Wappen Levetzau/Levetzow

Werner Carl Julius Gottlob von Levetzau (* 23. Februar 1822 in Itzehoe; † 21. März 1899 in Charlottenburg) war ein schleswig-holsteinischer Verwaltungsjurist in dänischen und preußischen Diensten.

## Leben
Werner von Levetzau entstammte dem dänischen Zweig des ursprünglich mecklenburgischen Adelsgeschlechts Levetzow/Levetzau. Er war ein Sohn des dänischen Oberhofmarschalls Joachim Godsche von Levetzau (1782–1859) und dessen Frau Wilhelmine Charlotte, geb. von Stolle (1798–1822), die bei seiner Geburt starb. Wilhelm von Levetzau war sein älterer Bruder.
Ab Herbst 1842 studierte er, für ein Semester gemeinsam mit seinem Bruder, Rechtswissenschaften an der Universität Kiel. Im Sommer 1843 wechselte er an die Universität Heidelberg, zusammen mit Eduard von Baudissin.
1847 legte er sein Examen vor dem Schleswig-Holstein-Lauenburgischen Oberappellationsgericht in Kiel ab. Seine erste Anstellung erhielt er als Volontär bei der Rentekammer in Kopenhagen. Zugleich wurde er zum königlich dänischen Kammerjunker ernannt. 1852 kam er als Kanzlist in das Schleswig-Holsteinische Ministerium.
1854 wurde er als Nachfolger von Schwen Hans Jensen zum Landvogt für die Insel Sylt ernannt. Studien des Landphysicus Harald Ackermann zur heilkräftigen Wirkung des Aerosols veranlassten ihn 1855, erstmals Badekarren und Umkleidezelte am Westerländer Strand aufzustellen. Damit begründete er das erste Seebad auf Sylt, vier Jahre vor dessen offizieller Gründung 1859 in Wenningstedt.
1859 wurde er von der dänischen Regierung nach Holstein versetzt. Als Nachfolger von Ernst zu Rantzau wurde er Amtmann über die Ämter Ahrensbök und Plön.
Nach dem Deutsch-Dänischen Krieg ernannte ihn die Regierung des Österreichisch-preußischen Kondominiums in Schleswig-Holstein 1865 zum letzten Amtmann über das Amt Apenrade. 1867 wurde er der erste Landrat des nunmehrigen preußischen Kreises Apenrade. In der dänischen Literatur gilt Levetzau (im Gegensatz zu seinen Nachfolgern) als ein „gerechter und relativ humaner Beamter“, der von der Bevölkerung geschätzt wurde, da er „Verständnis für die schwierigen Lebensbedingungen der Bevölkerung Nordschleswigs“ zeigte.
1889 nahm Levetzau seinen Abschied. Im selben Jahr erbte er den Nießbrauch der geldlichen Substitution des dänischen Stammhauses Restrup der Familie Raben-Levetzau (einer Sonderform des Familienfideikommisses).
Im Ruhestand lebte er in Charlottenburg.
Seit dem 21. Juli 1857 war er verheiratet mit Gräfin Fanny Marie Louise Anna, geb. von Blücher-Altona (1829–1893), der jüngeren Tochter des Kammerherrn Graf Gustav von Blücher-Altona (1798–1864) und Enkelin von Conrad Daniel von Blücher-Altona. Das Paar hatte einen Sohn, Joachim von Levetzow (1859–1933), ab 1899 auf Sielbeck, oldenburgischer Landtagsabgeordneter und stellvertretender Vorsitzender des Bundes der Landwirte, sowie zwei Töchter, Immanuela (Emily, 1866–1960), ab 1896 verheiratet mit dem preußisachen Obersten Hans von Oppen (gefallen am 25. August 1914 als Kommandeur des Infanterie-Regiments „von Goeben“ (2. Rheinisches) Nr. 28), und Fanny (* 1870), später Oberin des Schwesternheims in Leipzig.

## Auszeichnungen
- Roter Adlerorden, 3. Klasse mit Schleife (25. März 1889)[6]